# Monika Döllstedt
Monika Döllstedt (* 26. April 1953 in Ohrdruf) ist eine deutsche Politikerin (Die Linke) und war von 2006 bis 2009 Mitglied des Thüringer Landtags.

## Werdegang
Döllstedt schloss 1969 die Polytechnische Oberschule ab und absolvierte danach eine Ausbildung zur Facharbeiterin für Datenverarbeitung. Von 1971 bis 1974 schloss sich ein Fachschulstudium „Organisation und Datenverarbeitung in der Ökonomie“ an. Danach war sie bis 1991 im Betriebsteil Plastverarbeitung Tambach-Dietharz der Gummiwerke Thüringen tätig.
Von 1992 bis 1995 war Döllstedt Geschäftsstellenleiterin für die Gothaer und absolvierte eine Ausbildung zur Versicherungskauffrau. Von 1998 bis Anfang 2006 war sie als Büroangestellte für eine Fahrschule tätig; dazwischen war sie mehrfach Erwerbsunfähigkeitsrentnerin.
Döllstedt ist Stadträtin in Tambach-Dietharz und war Mitglied des Kreistages im Landkreis Gotha. Als Nachrückerin für Tamara Thierbach zog sie Ende 2006 in den Thüringer Landtag ein. Bei der Landtagswahl in Thüringen 2009 war sie Wahlkreisbewerberin ihrer Partei im Wahlkreis Gotha I, unterlag Jürgen Reinholz (CDU) jedoch deutlich und lag auch hinter Werner Pidde (SPD). Auf der Landesliste hatte sie nur auf Platz 37 kandidiert.